# Rebecca Nyandeng

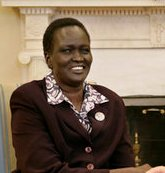
Rebecca Nyandeng De Mabior, 10. Februar 2006.

Rebecca Nyandeng De Mabior (geb. 15. Juli 1956) ist eine Politikerin des Südsudan. Sie ist seit Februar 2020 eine der Vizepräsidentinnen des Südsudan im Revitalised Transitional Government of National Unity (RTGoNU). Sie diente als Minister of Roads and Transport für die Autonome Regierung des Südsudan (arabisch حكومة جنوب السودان Ḥukūmat Janūb as-Sūdān; Lɔ̈k Bïkrotmac Paguot Thudän, 2005–2011), und als Beraterin für den Präsidenten des Südsudan zu Gender and Human Rights von 2007 bis 2014. Sie ist die Witwe von Dr. John Garang de Mabior, dem damaligen ersten Vizepräsidenten des Sudan und des Präsidenten der Regierung des Südsudan, sowie die Mutter von Akuol de Mabior. Sie gehört zum Volk der Dinka aus dem Twic East County.

## Leben

### Jugend
Rebecca Nyandeng wurde am 15. Juli 1956 in Bor geboren. 1986 ging sie nach Kuba zu einer militärischen Ausbildung.

### Rolle in der Regierung des Südsudan
Nach dem Tod von John Garang übernahm General Salva Kiir Mayardit dessen Posten und wurde der erste Vice President of Sudan und der Präsident der Regierung des Südsudan, sowie Commander in Chief der Sudanesischen Volksbefreiungsbewegung (SPLM/A). General Kiir ernannte Rebecca Nyandeng De Mabior zur Ministerin für Straßen und Transport für die Regierung des Südsudan.

### Naivasha-Abkommen
Sie setzte sich ein für die Durchführung der Vereinbarungen des Naivasha-Abkommens (Comprehensive Peace Agreement, CPA) welches von John Garang noch am 30. Juli 2005 unterzeichnet worden war und bemühte sich den Friedensprozess zu fördern, bis der Südsudan am 9. Juli 2011 als eigenständiger Staat die Unabhängigkeit errang. Noch im Jahr, in dem ihr Ehemann starb, besuchte Rebecca Nyandeng die Vereinigten Staaten und traf dort Präsidenten George W. Bush. Sie hielt eine Rede, in welcher sie den amerikanischen Einsatz in den Bemühungen um Frieden in Südsudan lobte. 2009 setzte Präsident Obama mit Unterstützung von Hillary Clinton (U.S. secretary of state) und Botschafterin Rice die Bemühungen fort, den Frieden im Sudan durchzusetzen.
Rebecca Nyandeng wurde in diesem Zug auch durch das National Public Radio (NPR) interviewt. Dort sprach sie über ihren Willen Freiheit für Südsudan zu verwirklichen, während sie auch die Notwendigkeit eines Einigen Sudans unter der Prämisse der New Sudan Vision von John Garang von 1983 respektierte. Sie besuchte das Grinnell College und die Iowa State University, die Hochschulen in Iowa an welchen ihr verstorbener Mann seine Ausbildung vor dem Zweiten Sudanesischen Bürgerkrieg 1983 abschloss.

### Bürgerkriegsjahre
Später brachte Rebecca Nyandeng deutlich ihre Unzufriedenheit mit der Regierung des Sudan in Khartum im Zusammenhang mit der Durchführung des Naivasha-Abkommens zum Ausdruck. Während der Jahre des Krieges schloss sie sich der Armee des Südens an, der Sudan People’s Liberation Army, sowie der Sudan People’s Liberation Movement.

### 2010er Jahre
Am 22. Dezember 2013 traf sich Nyandeng mit Salva Kiir Mayardit um gemeinsam Sicherheitsfragen am Beginn der Politischen Krise des Südsudan zu besprechen.
Später kam es zu einem Zerwürfnis und zwischen 2016 und 2017 ging sie einem Treffen mit Salva Kiir aus dem Weg. Im Juli 2017 verkündete sie, dass sie sich mit Salva Kiir ausgesöhnt habe, weigerte sich jedoch weiterhin aus dem Exil in Kenia zurückzukommen.
Im November 2021 warnte sie die Führer der Episcopal Church in South Sudan vor Spaltungen und Machtgerangel.
Im Dezember 2021 unterzog sie sich einer Operation an der Schilddrüse.

## Familie
Zusammen mit ihrem Mann John Garang hat sie sechs Kinder. Ihre Tochter Akuol de Mabior hat einen Dokumentarfilm über sie gedreht.